# 2009 au Burundi
2007 au Burundi - 2008 au Burundi - 2009 au Burundi - 2010 au Burundi - 2011 au Burundi
2007 par pays en Afrique - 2008 par pays en Afrique - 2009 par pays en Afrique - 2010 par pays en Afrique - 2011 par pays en Afrique]

## Chronologie

### Janvier 2009

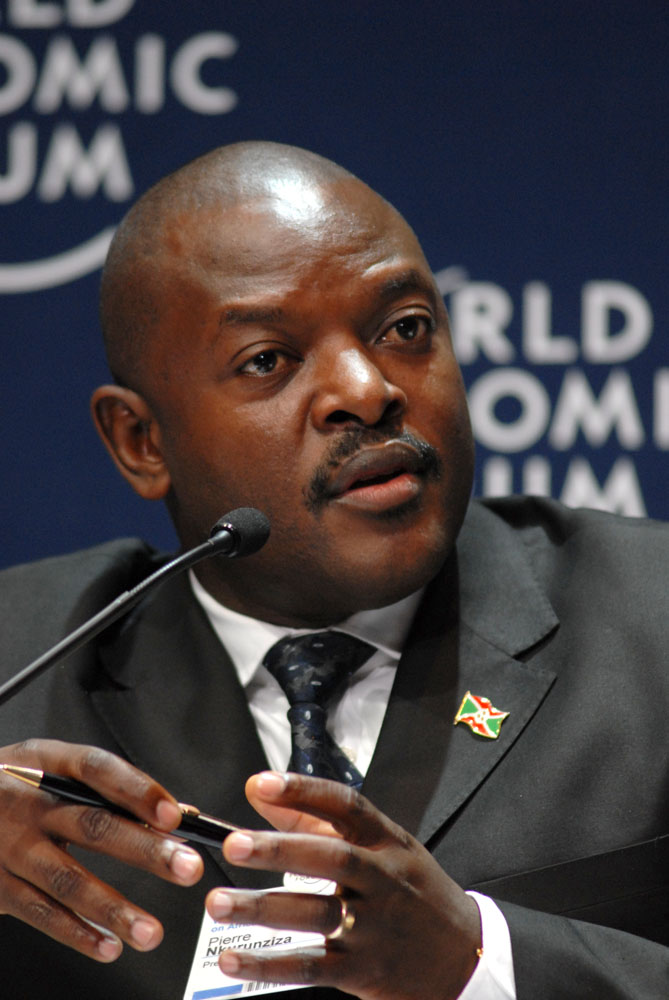
Pierre Nkurunziza
(juin 2008)

- Vendredi 30 janvier 2009 : La ministre des Finances, Clotilde Nizigama annonce que le Fonds monétaire international et la Banque mondiale ont accordé au Burundi une remise de dette d'1,4 milliard de dollars (1,09 milliard d'euros), correspondant à 92 % de la dette extérieure du pays : « Les 28 et du 29 janvier 2009 sont des dates qui resteront gravées dans la mémoire des Burundais parce que c'est le moment où nous avons obtenu de la BM et du FMI une remise de la dette multilatérale qui correspond environ à 1,4 milliard de dollars, ce qui représente 92 % de la dette extérieure du Burundi […] Si l'urgence des urgences de notre pays était jusque-là la réduction de la dette, le principal défi à venir du gouvernement est de capitaliser ces réformes pour produire des richesses afin de réduire la pauvreté ». Le mécanisme d'effacement de la dette réservé aux pays pauvres très endettés (PPTE) a été lancé en 1996 par la Banque mondiale et le FMI pour encadrer l'effort d'effacement de la dette des pays les plus démunis[1].

### Février 2009
- Lundi 23 février 2009 : Dans la soirée, un enfant albinos de 6 ans a été tué et découpé à Ruvumo (nord) :  « un groupe de malfaiteurs a attaqué une famille de la commune de Ruvumo, dans la province de Kayanza. Ils ont d'abord ligoté les parents d'un garçon albinos de 6 ans puis ils ont coupé ses jambes et ses bras avant de s'enfuir […] L'enfant a été découpé alors qu'il était encore vivant et ce sont ses cris qui ont réveillé tout le voisinage ». C'est le huitième albinos tué lors de ces cinq derniers mois dans des conditions similaires[2].

### Mars 2009
- Vendredi 6 mars 2009 : À l'appel du président Pierre Nkurunziza, quelque 10 000 personnes manifestent à Bujumbura en faveur d'une criminalisation de l'homosexualité. Le chef du parti présidentiel CNDD-FDD, Jérémie Ngendakumana, souhaite que « l'homosexualité soit punie par le code pénal ».

- Mercredi 11 mars 2009 : Relaxe d'Alexis Sinduhije, arrêté le 3 novembre 2008 pour outrage au président Pierre Nkurunziza. Le 19 février, le procureur avait requis contre Alexis Sinduije deux ans et demi de prison pour avoir écrit : « La responsabilité dans les affaires de corruption et d’assassinats commandités par le CNDD-FDD [parti politique de l’actuel chef de l’État burundais] est à imputer à celui qui passe son temps dans des croisades de prière sans fin » en faisant référence à Pierre Nkurunziza, qui organise à travers le pays de grandes et longues cérémonies religieuses[3].

- Mercredi 18 mars 2009 : Le directeur du site d'information Net Press, Jean-Claude Kavumbagu est acquitté après six mois d’emprisonnement. Arrêté le 11 septembre 2008, il était poursuivi pour diffamation pour avoir écrit que le président Pierre Nkurunziza « aurait dépensé 100 millions de francs burundais [quelque 600 000 euros] lors de son dernier voyage voyage en Chine », à l’occasion des Jeux olympiques de Pékin.

### Avril 2009
- Jeudi 16 avril 2009 : Le Sénat a approuvé, par 34 voix sur 47 à l'issue d'un vote secret et à huis clos, la nomination, au poste de chef d'état-major général de l'armée, de l'ex-rebelle et général Godefroid Niyombare (40 ans), qui devient le premier Hutu, l'ethnie majoritaire, à la tête de l'armée dans l'histoire du pays. Issu des rangs de l'ex-rébellion des Forces de défense de la démocratie, il était jusqu'ici le chef d'état-major général adjoint de l'armée.

- Samedi 18 avril 2009 : Le chef des rebelles des Forces nationales de libération, Agathon Rwasa, annonce renoncer à « la lutte armée » lors d'une cérémonie symbolique de « démobilisation » après plus de 13 ans de guerre civile.

### Mai 2009
- Lundi 4 mai 2009 : Quelque 340 enfants soldats, issus de l'ex-rébellion des Forces nationales de libération (FNL) du Burundi et regroupés dans le centre de démobilisation de Gitega (100 km à l'est de Bujumbura), se sont mutinés dans la soirée. « Ils ont cassé des vitres et fait du tapage toute la nuit » et le lendemain matin, « sortant armés de gourdins, ils ont perturbé l'ordre dans une partie de la ville ». De fait, ils se sont révoltés contre leurs conditions de vie à la base de Gitega où ils sont regroupés depuis avril. Ils « réclament une meilleure nourriture, de nouvelles couvertures et ils demandent aussi qu'on les reconduise chez eux d'autant que la formation qu'ils devaient suivre est terminée depuis un bon moment »[4].

- Vendredi 29 mai 2009 : Début du procès devant le tribunal de Ruyigi de 11 personnes accusées d'assassinats et de tentatives d'assassinat d'albinos. De septembre 2008 à mars 2009, une dizaine de meurtres rituels d'albinos ont été commis essentiellement dans la province de Ruyigi. Le procureur requiert trois réclusions à perpétuité et des peines s'échelonnant de un à 20 ans de prison contre les autres accusés. 8 d'entre eux sont accusés d'avoir tué et mutilé une petite fille le 8 septembre 2008.

### Juillet 2009
- Jeudi 9 juillet 2009 : L'effondrement d'un immeuble en construction à Gitega (centre) provoque la mort d'au moins 14 ouvriers et blesse 40 autres personnes dont 9 grièvement ; cependant un nombre indéterminé d'ouvriers resteraient encore sous les décombres, selon un bilan provisoire. Cet immeuble devait abriter les bureaux à Gitega du parti présidentiel burundais.

- Huit personnes accusées d'assassinats et tentatives d'assassinats d'albinos ont été condamnées par la justice à des peines allant d'un an de prison à la perpétuité.

### Août 2009
- Samedi 1er août 2009 : Le Burundi annonce avoir envoyé un troisième bataillon de 850 soldats à Mogadiscio pour renforcer la force de paix de l'Union africaine en Somalie. L'Amisom compte désormais plus de 5 000 soldats burundais et ougandais. Le bataillon a été acheminé en secret en 4 nuits par avion. 17 soldats burundais de la force africaine ont été tués en Somalie depuis leur déploiement, dont 11 lors de l'attentat de février dernier[5].

- Dimanche 2 août 2009 : L'opposant et ancien journaliste, Alexis Sinduhije, est « séquestré » par la police dans une maison à Ruyigi (200 km à l'est de Bujumbura) qui lui reproche la tenue d'une « réunion illégale ». Alexis Sinduhije arrêté le 3 novembre 2008 et poursuivi pour outrage au chef de l'État, a été acquitté et relaxé le 11 mars 2009 à la suite notamment de nombreuses pressions exercées sur Bujumbura par la communauté internationale[6].

### Septembre 2009
- Dimanche 6 septembre 2009 : Deux policiers soupçonnés d'être des voleurs ont été lapidés dans la matinée par une foule en colère à Muhindo (province de Ruyigi, est), ont rapporté lundi les autorités locales. La nouvelle police burundaise, mise en place au début de 2005 et qui comprend environ 23 000 hommes, dont des ex-rebelles, a très mauvaise réputation. Selon l'Association burundaise pour la protection des droits humains et des prisonniers (Aprodeh), plusieurs dizaines de policiers ont été tués alors qu'ils participaient à des vols à main armée, et plus d'une centaine sont incarcérés pour diverses infractions[7].

- Mercredi 30 septembre 2009 : Le gouverneur de la province de Kirundo (nord-est) révèle que plus de 300 Hutus rwandais fuyant une province du sud du Rwanda sont arrivés pour trouver refuge. Ces gens continuent d'arriver chaque jour par petits groupes et sont logés chez l'habitant. Ces réfugiés affirment fuir des violences politiques et des tueries visant les hommes adultes. Les autorités rwandaises assurent que ces personnes fuient la justice gacaca[8].

### Octobre 2009
- Vendredi 23 octobre 2009 : Le général Gaudefroid Niyombare, chef d'État-major de l'armée, déclare prendre « au sérieux » les menaces des insurgés islamistes somaliens shebab qui ont menacé de frapper les capitales de l'Ouganda et du Burundi en réponse aux bombardements d'artillerie menés à Mogadiscio par les soldats de ces deux pays qui composent l'Amisom en Somalie. Le général a cependant affirmé que le Burundi maintiendra son engagement au sein de la force de paix de l'Union africaine : « Les menaces proférées par les shebab ? Bien sûr que nous les prenons au sérieux. Vous en entendez parlez aujourd'hui, mais c'est quelque chose que nous savons depuis que nous sommes engagés en Somalie et nous savons aussi que nous devons être vigilants en vue de protéger notre pays […] À ce que je sache, les troupes burundaises n'ont jamais tiré à l'aveuglette sur la population somalienne, surtout au mortier et nos troupes ne comptent pas le faire […] Nous sommes en Somalie pour aider le peuple somalien à recouvrer la paix et non pas pour le combattre et tant que l'Union Africaine trouve que notre mission est toujours possible, tant que nous continuons à juger que notre mission est encore possible, nous resterons en Somalie »[9].

### Novembre 2009
- Dimanche 29 novembre 2009 : le congrès extraordinaire des Forces nationales de libération (FNL, ex-rébellion), à Bujumbura, désigne, après deux jours de travaux, son chef historique Agathon Rwasa comme son candidat à l'élection présidentielle prévue en 2010. Plus de 500 délégués représentant le mouvement dans les 17 provinces du Burundi et les sections de Tanzanie, d'Afrique du Sud et d'Europe ont pris part à ce congrès. Désormais, selon l'organisation : « La guerre, c'est un chapitre déjà tourné au Burundi. [L'objectif de la lutte politique] est de construire un Burundi débarrassé de toute ségrégation pour que ce pays puisse accéder à une paix et à une stabilité durables ». Le candidat affrontera l'ex-président de transition, Domitien Ndayizeye, candidat du principal parti d'opposition parlementaire du Burundi, le Front pour la démocratie au Burundi[10].

### Décembre 2009
- Dimanche 27 décembre 2009 : Deux personnes ont été tuées et une dizaine d'autres blessées dans l'explosion d'une grenade lancée sur un marché central de Bujumbura, la capitale. Cette attaque serait due à un conflit entre deux commerçants selon la police. Au Burundi, les grenades sont souvent utilisées pour régler des querelles familiales, foncières ou de voisinage et leur utilisation a fait 133 morts en 2008.

- Lundi 28 décembre 2009 : La principale organisation de lutte contre la corruption au Burundi dénonce des cas de « malversations » présumées dans la gestion de certains fonds affectés à la présidence, appelant l'Assemblée nationale et le Sénat à ne pas voter en l'état le budget 2010 « tel qu'il est conçu actuellement parce qu'il profite à une poignée de gens au détriment d'une population de plus en plus misérable »[11].